# Риобамба
Риобамба (полное наименование Сан Педро де Риобамба исп. San Pedro de Riobamba) — город в провинции Чимборасо (Эквадор), административный центр кантона Риобамба.